# Баль, Николай Васильевич
Никола́й Васи́льевич Баль (23 ноября [6 декабря] 1913 года — 15 октября 1999 года) — участник Великой Отечественной войны, командир 315-го танкового батальона 51-й гвардейской танковой бригады 6-го гвардейского танкового корпуса 3-й гвардейской танковой армии 1-го Украинского фронта, гвардии старший лейтенант.
Герой Советского Союза (10.01.1944), подполковник запаса (с 1960 года).

## Биография
Родился 23 ноября (6 декабря) 1913 год в селе Дмитровка ныне Кременчугского района Полтавской области в семье крестьянина. Украинец. Член КПСС с 1943 года. В 1927 году окончил семь классов Потокской неполной средней школы. Затем учился на курсах Харьковского территориального управления Комитета государственных резервов. С апреля по декабрь 1929 года работал табельщиком подсобного хозяйства в селе Подружье Кременчугского района. В 1930 году переехал в Кременчуг, где работал заведующим складом.
В 1932 году призван в ряды Красной Армии. В 1934 году демобилизовался. Вернулся в Кременчуг. Вторично призван в 1939 году. В 1941 году окончил Ульяновское танковое училище. В боях Великой Отечественной войны с 1942 года. Воевал на Воронежском и 1-м Украинском фронтах. Был дважды ранен.
В феврале 1943 года 151-я танковая бригада в составе Черноморской группы войск вела бои в районе станции Крымская Краснодарского края. В результате успешной атаки и умелого маневрирования 1-й танковый батальон бригады прорвал оборону противника на глубину 10 километров и овладел станцией Крымская. В этом бою заместитель командира батальона старший лейтенант Н. В. Баль проявил исключительное мужество и находчивость.
Летом 1943 года старший лейтенант Н. В. Баль участвовал в битве на Курской дуге. 21 сентября 1943 года в боях за освобождение города Переяслава Киевской области был тяжело ранен командир танкового батальона. Н. В. Баль принял командование батальоном на себя.
Танкисты, возглавляемые Н. В. Балем, освободили несколько населённых пунктов и вышли к Днепру в районе села Григорьевка. Развернув танковый батальон вдоль берега, Н. В. Баль приказал интенсивным огнём поддержать мотострелковый батальон 51-й гвардейской танковой бригады, форсировавший Днепр.
Успешно действовали танкисты под командованием Н. В. Баля в боях за освобождение Фастова и расширение Букринского плацдарма. 6 ноября 1943 года советские танкисты, невзирая на сильный артиллерийский огонь, стремительной атакой прорвали сильно укреплённую оборону противника и овладели крупным железнодорожным узлом Фастовом. Подразделение Н. В. Баля захватило 24 паровоза, много боевой техники и военного имущества немецких войск.
9 ноября 1943 года подразделения вермахта попытались возвратить себе Фастов. Против батальона Н. В. Баля они бросили 25 танков, бронемашины, самоходные орудия и большое количество пехоты из дивизии «Мёртвая голова». На рассвете разгорелся бой. Благодаря хорошо выбранной позиции на высоте и умелому руководству деятельности советских танкистов противник вынужден был отступить. Потери вермахта составили 19 танков, 20 бронемашин и самоходных орудий.
На поле боя прибыл лично командир танковой бригады М. С. Новохатько. Увидев вокруг пылающие танки и машины противника, комбриг горячо расцеловал храброго командира.
Указом Президиума Верховного Совета СССР «О присвоении звания Героя Советского Союза генералам, офицерскому, сержантскому и рядовому составу Красной Армии» от 10 января 1944 года за «образцовое выполнение боевых заданий командования на фронте борьбы с немецко-фашистскими захватчиками и проявленные при этом отвагу и геройство» удостоен звания Героя Советского Союза с вручением ордена Ленина и медали «Золотая Звезда» (№ 2121).
Танковый батальон Н. В. Баля в составе 51-й гвардейской танковой бригады 6-го гвардейского Киевского танкового корпуса 3-й гвардейской танковой армии шёл в авангарде наступающих войск, принимал участие в освобождении Бердичева, Проскурова, Тернополя, Львова, Пшемысля, Жешува, Кракова, Влощева, Намслава и Бунцслава.
16 марта 1945 года командующий танковой армией П. С. Рыбалко лично поблагодарил Н. В. Баля за воинскую доблесть и вручил документы на учёбу в Высшую офицерскую бронетанковую школу, которую тот успешно окончил в 1949 году. С 1960 года подполковник Н. В. Баль — в запасе. Работал директором комбината коммунальных предприятий в городе Старобельске Луганской области.
С 1971 года жил в Кременчуге. Работал начальником отдела снабжения Кременчугского завода силикатного кирпича. Принимал активное участие в работе по военно-патриотическому воспитанию молодёжи. Умер 15 октября 1999 года.

## Награды
- Медаль «Золотая Звезда» Героя Советского Союза (№ 2121, 10 января 1944)
- Орден Ленина (10 января 1944)
- Орден Отечественной войны I степени
- Два ордена Красной Звезды
- Медали, в том числе:
  - Медаль «За победу над Германией в Великой Отечественной войне 1941—1945 гг.»
  - Юбилейная медаль «Двадцать лет Победы в Великой Отечественной войне 1941—1945 гг.»
  - Юбилейная медаль «Тридцать лет Победы в Великой Отечественной войне 1941—1945 гг.»
  - Юбилейная медаль «Сорок лет Победы в Великой Отечественной войне 1941—1945 гг.»

## Память
- Похоронен в Кременчуге, на Новом кладбище.